# 大井田経隆
大井田 経隆（おおいだ つねたか）は、鎌倉時代後期から南北朝時代の武将。

## 経歴・人物
大井田氏は越後国魚沼郡大井田郷を根拠とする新田支族。正慶2年/元弘3年（1333年）新田義貞が上野国新田庄にて挙兵すると越後から同族の里見・鳥山・羽川・田中氏らと共にこれに合流し鎌倉の戦いに参戦する。鎌倉では化粧坂を越え北条高時を破ったがその後の消息は不明である。